# Vaid vaprust
Singles de Metsatöll
Veelind
(2008) Kivine maa
(2011)
Pistes de Äio
Tuletalgud
(3) Äio
(5)
Vaid vaprust (français : Seule la bravoure) est un single du groupe de Folk metal estonien Metsatöll, sorti en 2010.

## Liste des titres
Toutes les paroles sont écrites par Metsatöll, toute la musique est composée par Metsatöll.
| Disque | Disque       | Disque | Disque | Disque | Disque | Disque | Disque | Disque | Disque |
| No     | Titre        | Durée  |        |        |        |        |        |        |        |
| ------ | ------------ | ------ | ------ | ------ | ------ | ------ | ------ | ------ | ------ |
| 1.     | Vaid vaprust | 3:44   |        |        |        |        |        |        |        |
| 3:44   |              |        |        |        |        |        |        |        |        |

## Clip
Le clip vidéo utilise des images du film d'animation Suur Tõll, basé sur un conte héroïque estonien créé par Tallinnfilm en 1980. Ce film fut écrit et dirigé par Rein Raamat, et dessiné par Jüri Arrak. Villem Varvas s'occupa de l'enregistrement et du montage des scènes contemporaines.